# Jesus Video - L'enigma del Santo Sepolcro
Jesus Video - L'enigma del Santo Sepolcro (titolo originale: Das Jesus Video) è una miniserie televisiva del 2002, di produzione tedesca, in due episodi, con durata totale di 182 minuti. In Italia la miniserie ebbe la sua prima TV su Sky Cinema il 20 e il 21 marzo 2008. Andò in replica le successive settimane.
La miniserie è tratta dal romanzo di fantascienza di  Andreas Eschbach intitolato Lo specchio di Dio. Il plot del film è piuttosto differente dal romanzo: ad esempio, Stephen scopre che egli stesso è il viaggiatore del tempo, e Judith (Sharon nel film) lo accompagna indietro nel tempo

## Trama
Il giovane Steffen Vogt si trova in Israele per aiutare negli scavi un gruppo archeologico tedesco. Casualmente trova uno scheletro di 2000 anni prima, che in mano tiene un foglietto d'istruzione per una videocamera di marca Sony del 2003. L'ipotesi di Steffen, che lo scheletro appartenga a un viaggiatore del tempo, viene derisa da tutti quanti i presenti, compresa Sharon, una bella ragazza israeliana di cui inizia ad innamorarsi. Nonostante la pubblica derisione, la teoria di Steffen ha attratto interesse, tanto che viene subito dopo attaccato da strani uomini nella sua stanza d'albergo. Inoltre scopre che Dan, il suo amico tedesco, è stato ucciso. Pertanto inizia a nascondersi dai suoi inseguitori e si presenta a casa di Sharon per chiederle aiuto.
Nel frattempo John Kaun, un misterioso scienziato, assistito dal Professor Wiltfort, il quale pensa che la videocamera sia nascosta sotto il muro del pianto, si presenta nella zona degli scavi. Steffen, aiutato da Sharon e da Yehosua, il suo geloso fidanzato, riescono a rubare una lettera nella quale ci sono le istruzioni per trovare la videocamera. Prima che i tre inizino la ricerca della videocamera, Steffen viene rapito e torturato da un ordine segreto del Vaticano comandato da Scarfaro, un prelato senza scrupoli, il quale tenta di distruggere la videocamera. Steffen riesce a fuggire, e con Sharon e Yehoshua al suo fianco (quest'ultimo in seguito verrà ferito mortalmente da un sicario), iniziano la ricerca del video, con alle costole numerosi uomini di Chiesa pronti ad ucciderli.
Alla fine trovano la videocamera in un antico monastero, in cui solo uno dei molti monaci presenti prima viene trovato vivo. Scarfaro riesce a catturarli, e il video passa nelle sue mani. Inizia a vedere l'agognato video e scopre che il viaggiatore del tempo era proprio Steffen, accompagnato da Sharon, di conseguenza lo scheletro che Steffen aveva trovato era proprio il suo.